# Освин (король Кента)
Освин (англ. Oswine; умер в 690) — король Кента с 689 года.

## Биография
Отцом Освина был Этельред, сын короля Кента Эрменреда. Этельред был убит канцлером короля Эгберта I Тунором. В 689 году Освин стал соперником для Свехарда, который был родом из Эссекса.
Сохранились три грамоты Освина о пожаловании земель монастырю Святого Петра и монастырю на Танете, известному впоследствии как аббатство Святого Августина. Эти грамоты заверены Свехардом и Свефбертом Кентскими, что свидетельствует об одновременном правлении этих трёх королей.
В 690 году Освин умер.